# 若井淑
若井 淑（わかい はじめ）は、主にゲームミュージックを手掛ける日本の作曲家。京都府京都市出身。任天堂情報開発本部を経て同社企画制作本部所属。
代表作は『ピクミンシリーズ』、『スターフォックスシリーズ』、『ゼルダの伝説 風のタクト』の戦闘曲など。『ゼルダの伝説 ブレス オブ ザ ワイルド』、『ゼルダの伝説 ティアーズ オブ ザ キングダム』両作品においてサウンドディレクターを務めた。
プログレッシブ・ロックに影響されたエスプリの効いた音楽や、アジアやラテンの民族音楽風の作風を特徴とする。作曲のほか、ピクミンの声優も務めている。実際の声を1.5オクターブほど上に加工して使っているとのこと。

## 作品
太字表記の作品は、メインで担当したタイトル。
| 年   | タイトル                                                    | 担当                         | その他                                             |
| ---- | ----------------------------------------------------------- | ---------------------------- | -------------------------------------------------- |
| 1997 | スターフォックス64                                          | 作曲                         | 近藤浩治と共同                                     |
| 1997 | ヨッシーストーリー                                          | 効果音                       |                                                    |
| 1998 | F-ZERO X                                                    | 作曲                         | 阪東太郎と共同                                     |
| 1999 | ポケモンスタジアム2                                         | 作曲                         | 永田権太・峰岸透と共同                             |
| 2000 | ポケモンスタジアム金銀                                      | 作曲                         |                                                    |
| 2001 | ピクミン                                                    | 作曲                         |                                                    |
| 2002 | ゼルダの伝説 風のタクト                                     | 作曲                         | 永田権太・峰岸透・近藤浩治と共同 戦闘曲全般を担当  |
| 2004 | ピクミン2                                                   | 作曲                         | 戸高一生と共同                                     |
| 2005 | Nintendogs                                                  | 作曲                         |                                                    |
| 2006 | New スーパーマリオブラザーズ                                | 作曲                         | 太田あすかと共同                                   |
| 2006 | スターフォックス コマンド                                   | 作曲                         |                                                    |
| 2007 | Wiiでやわらかあたま塾                                       | サウンドディレクション・作曲 | 作曲は永松亮と共同                                 |
| 2008 | 大乱闘スマッシュブラザーズX                                 | 編曲                         |                                                    |
| 2008 | Wii Music                                                   | サウンドディレクション       |                                                    |
| 2008 | マリオカートWii                                             | サウンドサポート             |                                                    |
| 2011 | ゼルダの伝説 スカイウォードソード                           | サウンドディレクション・作曲 | 作曲は横田真人・近藤浩治・藤井志帆・濱剛と共同     |
| 2012 | Nintendo Land                                               | サウンドディレクション・作曲 | 作曲は永松亮と共同                                 |
| 2013 | ピクミン3                                                   | 作曲                         | 早崎あすか・朝日温子と共同                         |
| 2014 | 大乱闘スマッシュブラザーズ for Wii U                        | 編曲                         |                                                    |
| 2016 | スターフォックス ゼロ                                       | サウンド監修                 |                                                    |
| 2016 | スターフォックス ガード                                     | サウンド監修                 |                                                    |
| 2017 | ゼルダの伝説 ブレス オブ ザ ワイルド                        | サウンドディレクション・作曲 | 作曲は片岡真央・岩田恭明・阿部壮志と共同           |
| 2017 | Hey! ピクミン                                               | サウンド監修                 |                                                    |
| 2018 | スターリンク バトル・フォー・アトラス （Nintendo Switch版） | サウンド監修                 |                                                    |
| 2019 | ゼルダの伝説 夢をみる島 （Nintendo Switch版）               | サウンド監修                 |                                                    |
| 2020 | ゼルダ無双 厄災の黙示録                                     | 監修                         |                                                    |
| 2023 | ゼルダの伝説 ティアーズ オブ ザ キングダム                  | サウンドディレクション・作曲 | 作曲は片岡真央・三好真亜沙・大橋征人・臼居司と共同 |

## 声優
- ピクミン（ピクミン）
- ピクミン2（ピクミン）
- 大乱闘スマッシュブラザーズX（ピクミン）
- ピクミン3（アルフ、赤ピクミン、青ピクミン、黄ピクミン、紫ピクミン、白ピクミン）
- 大乱闘スマッシュブラザーズ for Nintendo 3DS（赤ピクミン、青ピクミン、黄ピクミン、紫ピクミン、白ピクミン）
- 大乱闘スマッシュブラザーズ for Wii U（赤ピクミン、青ピクミン、黄ピクミン、紫ピクミン、白ピクミン）
- ピクミン4（キニーズ、赤ピクミン、青ピクミン、黄ピクミン、紫ピクミン、白ピクミン）